# Veľký Šariš
Veľký Šariš (allemand : Groß-Scharosch ; hongrois : Nagysáros) est une ville de la région de Prešov en Slovaquie, dans la région historique de Šariš.

## Géographie
La ville est située sur la rivière Torysa.

## Histoire
La première mention écrite de la ville date de 1217.

## Démographie

### Évolution de la population
| Année:               | 1994. | 2004.    | 2014.    | 2024.    |
| -------------------- | ----- | -------- | -------- | -------- |
| Nombre de personnes: | 3516  | 4468     | 5802     | 6976     |
| Différence:          |       | +27,07 % | +29,85 % | +20,23 % |

| Année:               | 2023. | 2024.   |
| -------------------- | ----- | ------- |
| Nombre de personnes: | 6909  | 6976    |
| Différence:          |       | +0,96 % |

## Économie
L'entreprise la plus importante de Veľký Šariš est la brasserie Šariš qui brasse la bière du même nom.

## Patrimoine
Château de Šariš